# Brachelyma subulatum
Brachelyma subulatum är en bladmossart som beskrevs av Jules Cardot 1892. Brachelyma subulatum ingår i släktet Brachelyma och familjen Fontinalaceae. Inga underarter finns listade i Catalogue of Life.